# Udinese Calcio nelle competizioni internazionali
L'Udinese Calcio ha disputato fino ad ora 12 competizioni europee più altre partecipazioni a tornei internazionali minori: sono 9 le partecipazioni in Coppa UEFA, l'ultima risalente alla stagione 2012/13, 2 in Coppa Mitropa, l'ultima nell'edizione del 1980 vinta proprio dai friulani, 1 in Coppa Intertoto nell'edizione del 2000, sempre vinta dai bianconeri, e 1 in Champions League risalente alla stagione 2005-2006.
I trofei raccolti in queste competizioni sono quindi 3: la Coppa Anglo-Italiana 1978, la Coppa Mitropa 1980 e la Coppa Intertoto 2000.

## Storia
La prima partecipazione in una coppa europea per l'Udinese è la Coppa Mitropa del 1961 dove la squadra friulana esce subito nella fase a gironi. La seconda ed ultima partecipazione in questa competizione è sicuramente più felice: infatti nella Coppa Mitropa 1980 l'Udinese esce vincitrice e conquista il suo primo trofeo europeo.

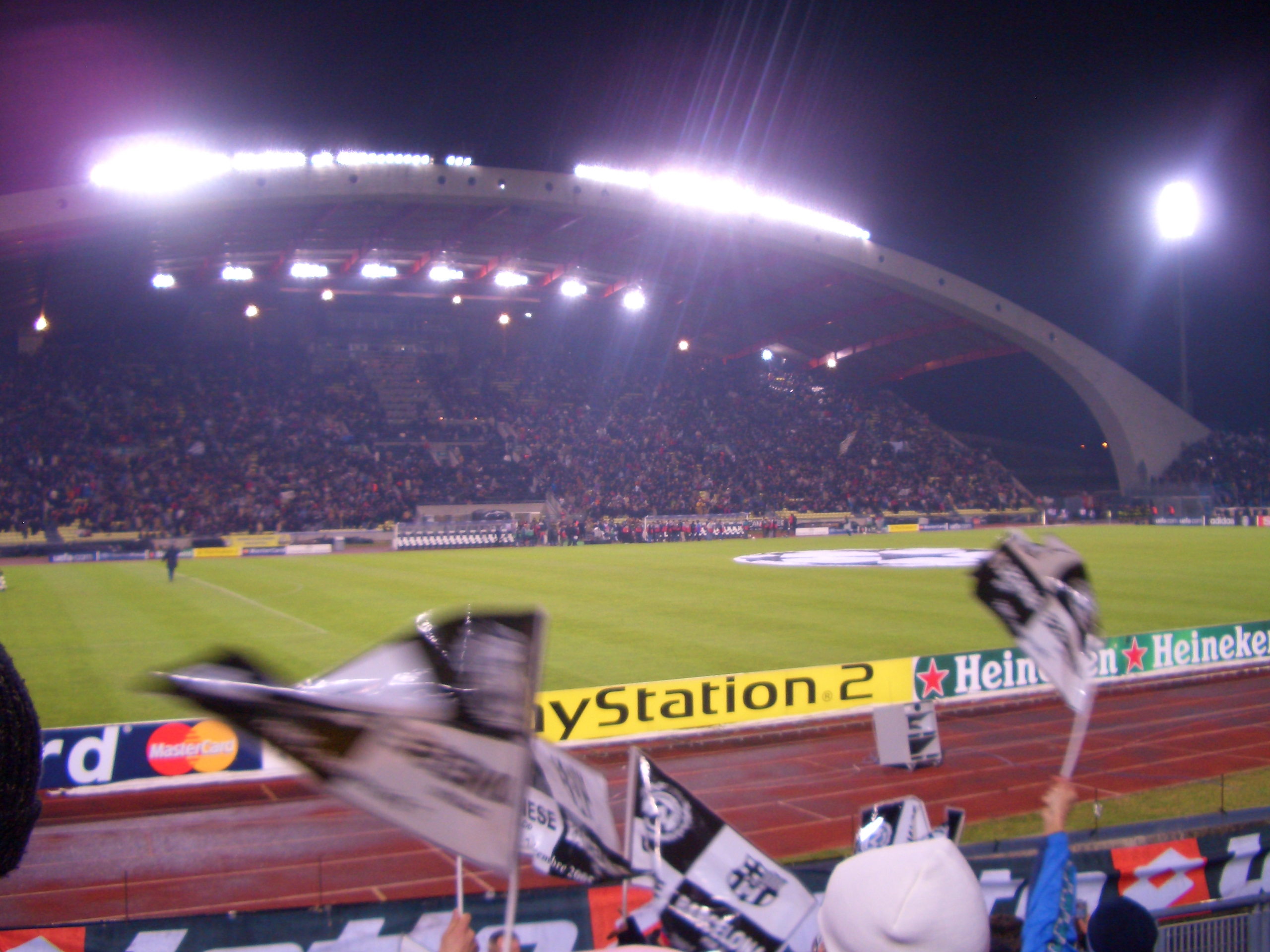
Lo Stadio Friuli, teatro di tante sfide europee.

Si dovrà aspettare ancora 16 anni prima di rivedere l'Udinese giocare in una competizione europea. È infatti nel campionato di Serie A 1996-1997 che l'Udinese si guadagna l'accesso alla Coppa UEFA 1997-1998 dove arriverà fino ai sedicesimi di finale dove perderà il doppio confronto con l'Ajax con i risultati di 1-0 per i lancieri in casa e 2-1 ad Udine in favore dei friulani che escono quindi dalla competizioni per la regola dei gol in trasferta.
L'anno dopo l'Udinese ci riprova, ma esce subito ai trentaduesimi di finale contro il Bayer Leverkusen, 1-1 ad Udine e vittoria dei tedeschi in casa al ritorno.
L'anno dopo si qualifica nuovamente per la Coppa UEFA 1999-2000. Dapprima batte l'Aalborg con i risultati di 1-0 all'andata ad Udine e 2-1 in Danimarca entrambi a favore dei bianconeri; quindi elimina il Legia Varsavia con i risultati di 1-0 ad Udine per i friulani e 1-1 al ritorno in Polonia; ai sedicesimi di finale elimina il Bayer Leverkusen con i risultati di 0-1 per i tedeschi all'andata ad Udine e di 1-2 per i bianconeri in Germania passando così il turno; La squadra arriva quindi fino agli ottavi di finale dove perde il doppio confronto con lo Slavia Praga perdendo in Repubblica Ceca 1-0 all'andata e vincendo 2-1 al ritorno ad Udine uscendo così dalla competizione. In campionato intanto l'Udinese non riesce a guadagnarsi l'accesso diretto alla Coppa UEFA arrivando ottava aggiudicandosi quindi l'accesso in Coppa Intertoto e che la squadra friulana ottiene eliminando Aalborg, Austria Vienna e Sigma Olomouc vincendo la sua seconda coppa europea e guadagnandosi l'accesso alla Coppa UEFA 2000-2001.
Quest'anno l'Udinese esce quasi subito: infatti dopo aver eliminato il Polonia Varsavia con un 1-0 in Polonia e 2-0 ad Udine, al secondo turno viene eliminata dal PAOK nei tempi supplementari, dopo 180 minuti infatti il risultato complessivo era di 1-1 e nell'extratime i greci segnarono ben due reti.
L'Udinese riuscirà a qualificarsi di nuovo in una competizione europea tre anni dopo; dopo due campionati anonimi e senza accessi a coppe europee, l'Udinese nella stagione 2002-2003 arriva sesta in campionato e si qualifica alla Coppa UEFA 2003-2004, dove però esce subito per mano del Salisburgo vincendo l'andata 1-0 in trasferta, ma perdendo il ritorno in casa 2-1.
L'Udinese si qualifica in Coppa UEFA anche per la stagione successiva, concludendo col medesimo risultato: fuori al primo turno eliminata da un'altra squadra greca, il Panionios, 3-2 il risultato complessivo a favore dei greci. In campionato le cose vanno molto meglio: la squadra friulana arriva quarta e si qualifica per i preliminari di Champions League.

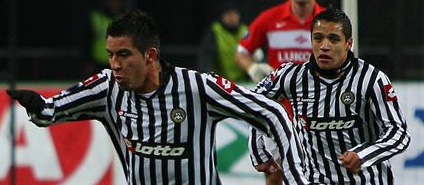
Mauricio Isla e Alexis Sánchez nel match di Coppa UEFA 2008-2009 contro lo.

La doppia sfida per accedere alla Champions League è contro i portoghesi dello Sporting Lisbona. L'andata è in Portogallo e l'Udinese si impone per 1-0; la partita di ritorno ad Udine è combattutissima, mai bianconeri si impongono ancora sugli avversari, questa volta per 3-2. L'Udinese si guadagna così la sua prima qualificazione alla Champions League. L'Udinese si ritrova nel Gruppo C insieme a squadre di livello come Barcellona, Werder Brema e Panathīnaïkos; i friulani arrivano secondi a pari merito col Werder, ma passano i tedeschi per una migliore differenza reti. L'Udinese si deve accontentare del terzo posto che significa ancora Coppa UEFA accedendo direttamente ai sedicesimi di finale, dove vince contro il Lens con un sonoro 3-0 all'andata in Italia e una sconfitta 1-0 in Francia; i bianconeri però, in crisi nera in campionato, perdono il doppio confronto agli ottavi di finale contro il Levski Sofia pareggiando in casa e perdendo la partita di ritorno in Bulgaria per 2-1.
L'Udinese torna in Europa tre anni dopo qualificandosi per la Coppa UEFA 2008-2009 battendo lungo il percorso squadre di alto livello come Borussia Dortmund (primo turno), Spartak Mosca,
Tottenham e Dinamo Zagabria (fase a gruppi), Lech Poznań (sedicesimi di finale) e i campioni in carica dello Zenit San Pietroburgo (ottavi di finale). L'Udinese arriva ai quarti di finale, mai raggiunti prima nella sua storia, dove incontra il Werder Brema; l'Udinese esce sconfitta dalla doppia sfida con i tedeschi perdendo 3-1 in Germania e pareggiando 3-3 a Udine.

## Tabellini delle partite

### Coppa dell'Amicizia italo-francese 1960
| Arbitro: | Gambarotta (Genova) |

|             |           |               |
| Loiseau 57’ | Marcatori | 65’ Fontanesi |

| Arbitro: | Tricot |

|                    |           |  |
| Fontanesi 34’, 62’ | Marcatori |  |

### Coppa Mitropa 1960
| Arbitro: | Damiani |

|                        |           |  |
| Bettini 22’ 84’ (rig.) | Marcatori |  |

| Arbitro: | Korelus |

|                                                   |           |                           |
| Riegler 20’ (rig.) 46’ Sassi 22’ (aut.) Nemec 90’ | Marcatori | 47’ Giacomini 88’ Bettini |

### Coppa Mitropa 1961
Sampdoria, Torino e Bologna furono iscritte d'ufficio alla Coppa Mitropa 1961 dalla Lega Calcio come società col maggiore bacino d'utenza fra quella non qualificate alle tre coppe europee: ad esse fu inoltre aggiunta l'Udinese per questioni di vantaggio logistico rispetto alla manifestazione in oggetto

#### Primo turno
| Arbitro: | Marshall |

|                   |           |             |
| Pentrelli 3’, 31’ | Marcatori | 34’ Nemecek |

| Arbitro: | Obtulovic |

|                     |           |                   |
| Koslicek 19’, 90+1’ | Marcatori | 1’, 83’ Pentrelli |

| Arbitro: | Korelus |

|                                             |           |            |
| Bagnoli 6’ Mereghetti 10’ De Cecco 37’, 65’ | Marcatori | 22’ Kereky |

| Arbitro: | Mayer |

|                                   |           |                       |
| Andersson 10’, 117’ Pentrelli 20’ | Marcatori | 19’ Namacak 35’ Hajek |

| Squadra              | P.ti | G | V | P | S | GF | GS | DR |
| -------------------- | ---- | - | - | - | - | -- | -- | -- |
| Udinese              | 5    | 3 | 2 | 1 | 0 | 9  | 5  | +4 |
| SK Kladno            | 3    | 3 | 1 | 1 | 1 | 8  | 4  | +4 |
| Linzer ASK           | 2    | 3 | 0 | 2 | 1 | 4  | 7  | -3 |
| 1. Wiener Neustädter | 2    | 3 | 1 | 0 | 2 | 5  | 10 | -5 |

#### Semifinali
| Arbitro: | Baboucek |

|                    |           |                          |
| Hrncar Picher Kisy | Marcatori | Mortensen Canella Segato |

| Arbitro: | Sranko |

|             |           |           |
| Canella 58’ | Marcatori | 50’ Durek |

### Coppa Anglo-Italiana 1976
| Arbitro: | Shaw |

|              |           |       |
| Hutchinson ? | Marcatori | Bozza |

| Scarborough 19 maggio 1976 2ª giornata | Scarborough | 4 – 0 | Udinese | Athletic Ground |

| Trieste 12 giugno 1976 3ª giornata                                                                                   | Udinese   | 6 – 2                          | Stafford Rangers | Stadio Giuseppe Grezar |
| \| \| \| \| \| Bozza 15’ Perego 47’, 49’, 83’ Belotti 70’ (rig.) ? \| Marcatori \| 26’ Jones 75’ (rig.) Chadwhich \| |           |                                |                  |                        |
| |           |                                |                  |                        |
| Bozza 15’ Perego 47’, 49’, 83’ Belotti 70’ (rig.) ?                                                                  | Marcatori | 26’ Jones 75’ (rig.) Chadwhich |                  |                        |

| Trieste 16 giugno 1976 4ª giornata                | Udinese   | 1 – 0 | Scarborough | Stadio Giuseppe Grezar |
| \| \| \| \| \| Frassinetti 15’ \| Marcatori \| \| |           |       |             |                        |
|                                                   |           |       |             |                        |
| Frassinetti 15’                                   | Marcatori |       |             |                        |

### Coppa Anglo-Italiana 1978
| Arbitro: | Challis |

|                    |           |            |
| Edwards 40’ (rig.) | Marcatori | 13’ Palese |

| Arbitro: | Bune |

|  |           |                 |
|  | Marcatori | 21’ De Bernardi |

| Arbitro: | Barbaresco (Cormons) |

|                                              |           |                    |
| Palese 34’ Bencina 43’ (rig.) Pellegrini 46’ | Marcatori | 35’ (rig.) Higgins |

| Arbitro: | Milan (Treviso) |

|                                                 |           |  |
| Palese 8’ Ulivieri 22’ De Bernardi 48’ Osti 90’ | Marcatori |  |

| Arbitro: | Wohrer |

|                                                 |           |  |
| Ulivieri 1’, 11’ Pellegrini 30’, 54’ Palese 71’ | Marcatori |  |

### Coppa Mitropa 1979-1980
| Arbitro: | Josef Bucek (Austria) |

|                                 |           |                 |
| Ulivieri 32’ Cupini 79’ Pin 80’ | Marcatori | 25’, 82’ Kaspar |

| Udine 3 ottobre 1979 II giornata | Udinese                      | 0 – 0 | Čelik Zenica | Stadio Friuli\| Arbitro: \| Ján Veverka (Cecoslovacchia) \| |
| Arbitro:                         | Ján Veverka (Cecoslovacchia) |       |              |                                                             |

| Debrecen 24 ottobre 1979 III giornata | Debrecen               | 0 – 0 | Udinese | Stadio Nagyerdei (circa 6000 spett.)\| Arbitro: \| Franz Latzin (Austria) \| |
| Arbitro:                              | Franz Latzin (Austria) |       |         |                                                                              |

| Arbitro: | Stjepan Glavina (Jugoslavia) |

|                 |           |  |
| Hruska 68’, 83’ | Marcatori |  |

| Arbitro: | Róbert Jaczina (Ungheria) |

|                      |           |                                           |
| Karać 15’ Đorđić 69’ | Marcatori | 72’ Ulivieri 80’ Francesconi 81’ Vagheggi |

| Arbitro: | Aleksandar Nikić (Jugoslavia) |

|                  |           |  |
| Ulivieri 2’, 43’ | Marcatori |  |

### Coppa Anglo-Italiana 1994-1995
| Arbitro: | Arena |

|                |           |                           |
| Littlejohn 35’ | Marcatori | 17’ Marino 56’ Scarchilli |

| Arbitro: | Ewan Cruickshanks |

|           |           |                                     |
| Pizzi 29’ | Marcatori | 69’ Sandford 73’ Biggins 74’ Butler |

| Udine 18 ottobre 1994 Fase eliminatoria - Seconda giornata | Udinese     | 0 – 0 | Middlesbrough | Stadio Friuli (100 circa spett.)\| Arbitro: \| Kevin Breen \| |
| Arbitro:                                                   | Kevin Breen |       |               |                                                               |

| Arbitro: | Giacinto Franceschini |

|                                |           |              |
| Johnson 19’ 20’ Gabbiadini 71’ | Marcatori | 50’ Bertotto |

### Coppa UEFA 1997-1998
| Arbitro: | Éric Blareau |

|            |           |  |
| Bogusz 63’ | Marcatori |  |

| Arbitro: | John Rowbotham |

|                                    |           |  |
| Bierhoff 2’ Poggi 7’ Locatelli 89’ | Marcatori |  |

| Arbitro: | Urs Meier |

|          |           |  |
| Dani 28’ | Marcatori |  |

| Arbitro: | Paul Durkin |

|                        |           |               |
| Poggi 25’ Bierhoff 32’ | Marcatori | 80’ Arveladze |

### Coppa UEFA 1998-1999
| Arbitro: | Sándor Piller |

|           |           |             |
| Walem 82’ | Marcatori | 12’ Kirsten |

| Arbitro: | Arturo Daudén Ibáñez |

|              |           |  |
| Beinlich 77’ | Marcatori |  |

### Coppa UEFA 1999-2000
| Arbitro: | Lubomír Puček |

|           |           |  |
| Sottil 9’ | Marcatori |  |

| Arbitro: | Dani Koren |

|             |           |                         |
| Matovac 71’ | Marcatori | 63’ Muzzi 90’ Locatelli |

| Arbitro: | Fritz Stuchlik |

|          |           |  |
| Sosa 29’ | Marcatori |  |

| Arbitro: | Kenny Clark |

|                  |           |          |
| Czereszewski 11’ | Marcatori | 41’ Sosa |

| Arbitro: | Alain Hamer |

|  |           |             |
|  | Marcatori | 76’ Ballack |

| Arbitro: | Lucílio Batista |

|             |           |                   |
| Ballack 22’ | Marcatori | 9’, 18’ Margiotta |

| Arbitro: | Karl-Erik Nilsson |

|                   |           |  |
| Zanchi 79’ (aut.) | Marcatori |  |

| Arbitro: | Terje Hauge |

|                    |           |            |
| Fiore 23’ Sosa 52’ | Marcatori | 42’ Koller |

### Coppa Intertoto 2000
| Aalborg 16 luglio 2000, ore Terzo Turno - Andata | Aalborg   | 0 – 2         | Udinese | Energi Nord Arena |
| \| \| \| \| \| \| Marcatori \| 36’, 72’ Sosa \|  |           |               |         |                   |
|                                                  |           |               |         |                   |
|                                                  | Marcatori | 36’, 72’ Sosa |         |                   |

| Udine 22 luglio 2000, ore Terzo Turno - Ritorno                 | Udinese   | 1 – 2               | Aalborg | Stadio Friuli |
| \| \| \| \| \| Muzzi 33’ \| Marcatori \| 14’ Gaarde 89’ Boye \| |           |                     |         |               |
|                                                                 |           |                     |         |               |
| Muzzi 33’                                                       | Marcatori | 14’ Gaarde 89’ Boye |         |               |

| Vienna 26 luglio 2000, ore Semifinali - Andata | Austria Vienna | 0 – 1    | Udinese | Franz Horr Stadion |
| \| \| \| \| \| \| Marcatori \| 44’ Sosa \|     |                |          |         |                    |
|                                                |                |          |         |                    |
|                                                | Marcatori      | 44’ Sosa |         |                    |

| Udine 2 agosto 2000, ore Semifinali - Ritorno        | Udinese   | 2 – 0 | Austria Vienna | Stadio Friuli |
| \| \| \| \| \| Sosa 10’ Muzzi 36’ \| Marcatori \| \| |           |       |                |               |
|                                                      |           |       |                |               |
| Sosa 10’ Muzzi 36’                                   | Marcatori |       |                |               |

| Olomouc 8 agosto 2000, ore Finale - Andata                                      | Sigma Olomouc | 2 – 2              | Udinese | Andrův stadion |
| \| \| \| \| \| Mucha 12’ Kovář 24’ (Rig.) \| Marcatori \| 42’ Walem 65’ Sosa \| |               |                    |         |                |
|                                                                                 |               |                    |         |                |
| Mucha 12’ Kovář 24’ (Rig.)                                                      | Marcatori     | 42’ Walem 65’ Sosa |         |                |

| Udine 22 agosto 2000, ore Finale - Ritorno                                                                     | Udinese   | 4 – 2 (d.t.s.)      | Sigma Olomouc | Stadio Friuli |
| \| \| \| \| \| Muzzi 87’ Ujfaluši 90+2’ (Aut.) Sosa 100’ Margiotta 116’ \| Marcatori \| 44’ Hapal 88’ Mucha \| |           |                     |               |               |
| |           |                     |               |               |
| Muzzi 87’ Ujfaluši 90+2’ (Aut.) Sosa 100’ Margiotta 116’                                                       | Marcatori | 44’ Hapal 88’ Mucha |               |               |

### Coppa UEFA 2000-2001
| Varsavia 14 settembre 2000, ore Primo Turno - Andata | Polonia Varsavia | 0 – 1      | Udinese | Stadio Polonii |
| \| \| \| \| \| \| Marcatori \| 56’ Warley \|         |                  |            |         |                |
|                                                      |                  |            |         |                |
|                                                      | Marcatori        | 56’ Warley |         |                |

| Udine 26 settembre 2000, ore Primo Turno - Ritorno    | Udinese   | 2 – 0 | Polonia Varsavia | Stadio Friuli |
| \| \| \| \| \| Walem 32’ Muzzi 89’ \| Marcatori \| \| |           |       |                  |               |
|                                                       |           |       |                  |               |
| Walem 32’ Muzzi 89’                                   | Marcatori |       |                  |               |

| Udine 24 ottobre 2000, ore Secondo Turno - Andata | Udinese   | 1 – 0 | PAOK | Stadio Friuli |
| \| \| \| \| \| Margiotta 95’ \| Marcatori \| \|   |           |       |      |               |
|                                                   |           |       |      |               |
| Margiotta 95’                                     | Marcatori |       |      |               |

| Salonicco 9 novembre 2000, ore Secondo turno - Ritorno         | PAOK      | 3 – 0 (d.t.s.) | Udinese | Stadio Toumba |
| \| \| \| \| \| Camps 72’, 102’ Frousos 108’ \| Marcatori \| \| |           |                |         |               |
|                                                                |           |                |         |               |
| Camps 72’, 102’ Frousos 108’                                   | Marcatori |                |         |               |

### Coppa UEFA 2003-2004
| Linz 25 settembre 2003, ore Primo turno - Andata | Salisburgo | 0 – 1    | Udinese | Linzer Stadion |
| \| \| \| \| \| \| Marcatori \| 36’ Fava \|       |            |          |         |                |
|                                                  |            |          |         |                |
|                                                  | Marcatori  | 36’ Fava |         |                |

| Udine 16 ottobre 2003, ore Primo Turno - Ritorno                           | Udinese   | 1 – 2                       | Salisburgo | Stadio Friuli |
| \| \| \| \| \| Bertotto 15’ \| Marcatori \| 61’ Häßler 78’ Ibertsberger \| |           |                             |            |               |
|                                                                            |           |                             |            |               |
| Bertotto 15’                                                               | Marcatori | 61’ Häßler 78’ Ibertsberger |            |               |

### Coppa UEFA 2004-2005
| Atene 16 settembre 2004, ore Primo turno - Andata                          | Paniōnios | 3 – 1     | Udinese | Stadio Nea Smyrni |
| \| \| \| \| \| Dodd 27’ Giannopoulos 45’, 59’ \| Marcatori \| 28’ Pinzi \| |           |           |         |                   |
|                                                                            |           |           |         |                   |
| Dodd 27’ Giannopoulos 45’, 59’                                             | Marcatori | 28’ Pinzi |         |                   |

| Udine 1º ottobre 2004, ore Primo turno - Ritorno | Udinese   | 1 – 0 | Paniōnios | Stadio Friuli |
| \| \| \| \| \| Mauri 83’ \| Marcatori \| \|      |           |       |           |               |
|                                                  |           |       |           |               |
| Mauri 83’                                        | Marcatori |       |           |               |

### UEFA Champions League 2005-2006
- Preliminari
- Fase a gironi

### Coppa UEFA 2005-2006
- Sedicesimi di finale
- Ottavi di finale

### Coppa UEFA 2008-2009
- Primo turno
- Fase a gironi
- Sedicesimi di finale
- Ottavi di finale
- Quarti di finale

### UEFA Champions League 2011-2012
- Play-off

### UEFA Europa League 2011-2012
- Fase a gironi
- Sedicesimi di finale
- Ottavi di finale

### UEFA Champions League 2012-2013
- Play-off

### UEFA Europa League 2012-2013
- Fase a gironi

### UEFA Europa League 2013-2014
- Terzo turno preliminare
- Play-Off

## Statistiche
- Aggiornate al 29 agosto 2013

  PAR = partecipazioni alla competizione; G = partite giocate; V = vittorie; N = pareggi; P = sconfitte; GF = gol fatti; GS = gol subiti 
| Competizione             | PAR | G  | V  | N  | P  | GF  | GS  |
| ------------------------ | --- | -- | -- | -- | -- | --- | --- |
| Coppa Mitropa            | 2   | 11 | 5  | 4  | 2  | 21  | 16  |
| Coppa Intertoto          | 1   | 6  | 4  | 1  | 1  | 12  | 6   |
| Coppa UEFA/Europa League | 11  | 58 | 26 | 11 | 21 | 72  | 65  |
| UEFA Champions League    | 3   | 12 | 4  | 3  | 5  | 17  | 18  |
| Totale                   | 17  | 87 | 39 | 19 | 29 | 122 | 105 |

## Record

### Record di squadra
- Vittoria con più gol di scarto in casa

Udinese - Široki Brijeg 4-0 (UEFA Europa League 2013-2014)
- Sconfitta con più gol di scarto in casa

Udinese - Barcellona 0-2 (UEFA Champions League 2005-2006)

Udinese - Borussia Dortmund 0-2 (Coppa UEFA 2008-2009)

Udinese - Slovan Liberec 1-3 (UEFA Europa League 2013-2014)
- Vittoria con più gol di scarto in trasferta

PAOK - Udinese 0-3 (UEFA Europa League 2011-2012)
- Sconfitta con più gol di scarto in trasferta

### Record individuali
- Più presenze – 37, Antonio Di Natale
- Più reti – 17, Antonio Di Natale

| Record di presenze 1. Antonio Di Natale - 37 2. Valerio Bertotto - 33 3. Maurizio Domizzi - 29 4. Giampiero Pinzi - 26 5. Danilo Larangeira - 23 6. Samir Handanovič - 22 7. Luigi Turci - 22 8. Giuliano Giannichedda - 21 9. Giovanni Pasquale - 21 10. Christian Obodo - 20 | Record di gol 1. Antonio Di Natale - 17 gol 2. Roberto Sosa - 9 gol 3. Fabio Quagliarella - 8 gol 4. Vincenzo Iaquinta - 6 gol 5. Roberto Muzzi - 5 gol 6. Massimo Margiotta - 4 gol 7. Paulo Vitor Barreto - 3 gol 8. Antonio Floro Flores - 3 gol 9. Johan Walem - 3 gol 10. Pablo Armero - 2 gol Dušan Basta - 2 gol Valerio Bertotto - 2 gol Oliver Bierhoff - 2 gol Gökhan Inler - 2 gol Andrea Lazzari - 2 gol Tomas Locatelli - 2 gol Luis Muriel - 2 gol Simone Pepe - 2 gol Paolo Poggi - 2 gol |

## Partite disputate per nazione
| Nazione              | G  | V  | N  | P  | GF  | GS  | Avversario                                              |
| -------------------- | -- | -- | -- | -- | --- | --- | ------------------------------------------------------- |
| Austria              | 6  | 4  | 1  | 1  | 11  | 5   | Wr. Neustädter Salisburgo Austria Vienna LASK           |
| Bosnia ed Erzegovina | 2  | 2  | 0  | 0  | 7   | 1   | Široki Brijeg                                           |
| Bulgaria             | 2  | 0  | 1  | 1  | 1   | 2   | Levski Sofia                                            |
| Cecoslovacchia       | 5  | 2  | 1  | 2  | 10  | 11  | Kladno Slovan Nitra Union Cheb                          |
| Croazia              | 1  | 1  | 0  | 0  | 2   | 1   | Dinamo Zagabria                                         |
| Danimarca            | 4  | 3  | 0  | 1  | 7   | 3   | Aalborg                                                 |
| Francia              | 4  | 2  | 1  | 1  | 5   | 2   | Lens Rennes                                             |
| Germania             | 10 | 2  | 3  | 5  | 13  | 17  | Bayer Leverkusen Borussia Dortmund Werder Brema         |
| Grecia               | 8  | 5  | 1  | 2  | 11  | 7   | Panathīnaïkos Paniōnios PAOK                            |
| Inghilterra          | 5  | 2  | 0  | 3  | 6   | 6   | Arsenal Liverpool Tottenham                             |
| Jugoslavia           | 2  | 1  | 1  | 0  | 3   | 2   | Čelik Zenica                                            |
| Paesi Bassi          | 5  | 2  | 0  | 3  | 4   | 7   | Ajax AZ Alkmaar N.E.C.                                  |
| Polonia              | 8  | 5  | 2  | 1  | 12  | 5   | Lech Poznań Legia Varsavia Polonia Varsavia Widzew Łódź |
| Portogallo           | 4  | 2  | 2  | 0  | 6   | 4   | Braga Sporting Lisbona                                  |
| Rep. Ceca            | 6  | 2  | 2  | 2  | 10  | 10  | Sigma Olomouc Slavia Praga Slovan Liberec               |
| Russia               | 5  | 2  | 1  | 2  | 5   | 5   | Anži Spartak Mosca Zenit San Pietroburgo                |
| Scozia               | 2  | 0  | 2  | 0  | 2   | 2   | Celtic                                                  |
| Spagna               | 4  | 1  | 0  | 3  | 3   | 10  | Atlético Madrid Barcellona                              |
| Svizzera             | 2  | 0  | 0  | 2  | 3   | 6   | Young Boys                                              |
| Ungheria             | 2  | 1  | 1  | 0  | 2   | 0   | Debrecen                                                |
| Totale               | 87 | 39 | 19 | 29 | 122 | 105 | 43 squadre diverse                                      |